# Dublin GAA
Le Dublin County Board of the Gaelic Athletic Association (en irlandais : Cummann Luthchleas Gael Coiste Contae Ath Cliath) ou plus simplement Dublin GAA est une sélection de sports gaéliques basée dans la province du Leinster. Le Dublin GAA évolue au Parnell Park ainsi qu'à Croke Park lors des rencontres de All-Ireland Senior Football Championship.
Il s'agit de la meilleure équipe de football gaélique au classement non officiel des sélections en 2015.

## Histoire
Dublin a remporté son premier All Ireland en 1891, s'imposant face à Cork sur le score de 2-01/1-01, l'équipe de Dublin des années 70 est considérée comme l'une des plus grandes de tous les temps, remportant quatre Sam Maguire Cup en 1974, 1976, 1977 et 1983,  ainsi que 7 titres de champion provincial (dont 6 de suite entre 1974 et 1979), un exploit égalé par Kerry en 2009.
En 1991, Dublin et Meath se livrèrent à une série de matchs devenus mythiques, à l'occasion du premier tour du championnat du Leinster, ayant recours à trois rencontres (deux replay) pour désigner un vainqueur (Meath).
Le 18 septembre 2011, Dublin remporte son premier All Ireland en 16 ans, en s'imposant face à Kerry (1-12/1-11) grâce à un free kick réussi par son gardien de but Stephen Cluxton dans les arrêts de jeu.

## Sponsors maillot
Liste des sponsors maillot successifs du Dublin GAA football
- 1990: Kaliber
- 1991 (league): National Irish Bank
- 1991-2009: Arnotts
- 2010-2013: Vodafone ("Pieta House – Mind Our Men" fut utilisé sur les maillots de Dublin lors du 1er match de All-Ireland 2013 (campagne anti-suicide))
- 2014-2019: AIG

## Supporters
Les supporters de Dublin, surnommés The Dubs, sont considérés comme les meilleurs de toute la GAA, et ce en raison de l'ambiance unique (bruit et couleurs) qu'ils créent lors des matchs à domicile. Comme on peut le voir sur cette vidéo clip de la finale de 1974, les fans de Dublin de cette époque s'était inspiré des supporters de soccer du Liverpool FC et de leur fameux chant You'll Never Walk Alone. 
Des chants populaires parmi les fans de Dublin, comme "Molly Malone" , ou "Dublin in the Rare Old Times" font directement référence à l'identité propre de la ville, ou bien Come on you boys in blue lié à l'équipe elle-même.
La tribune Hill 16 à Croke Park est la tribune fétiche des supporters les plus fidèles et il n'est pas rare de la voir remplie uniquement de supporters de Dublin lors des grands matchs de All-Ireland, cela inspirant le chant "Hill 16 is Dublin only".
Les fans dublinois sont souvent raillés par ceux des autres comtés, leur reprochant leur inspiration calquée sur les groupes ultras de football.
Les équipes masculines de Dublin sont souvent surnommées The Jacks, et les féminines The Jackies, il s'agit d'une abréviation du mot argotique "Jackeen",  utilisé pour définir les habitants de la capitale irlandaise.
Parmi les fans célèbres, on peut citer le golfeur Pádraig Harrington, le joueur de rugby Brian O'Driscoll, ou encore l'acteur Colm Meaney.[réf. nécessaire]

## Palmarès

### Football gaélique
- All-Ireland Senior Football Championships : 29
  - 1891, 1892, 1894, 1897, 1898, 1899, 1901, 1902, 1906, 1907, 1908, 1921, 1922, 1923, 1942, 1958, 1963, 1974, 1976, 1977, 1983, 1995, 2011, 2013, 2015, 2016, 2017, 2018, 2019
- Ligue nationale de football gaélique : 12
  - 1953, 1955, 1958, 1976, 1978, 1987, 1991, 1993, 2013, 2014, 2015, 2016
- Leinster Senior Football Championships : 56
  - 1891, 1892, 1894, 1896, 1897, 1898, 1899, 1901, 1902, 1904, 1906, 1907, 1908, 1920, 1921, 1922, 1923, 1924, 1932, 1933, 1934, 1941, 1942, 1955, 1958, 1959, 1962, 1963, 1965, 1974, 1975, 1976, 1977, 1978, 1979, 1983, 1984, 1985, 1989, 1992, 1993, 1994, 1995, 2002, 2005, 2006, 2007, 2008, 2009, 2011, 2012, 2013, 2014, 2015, 2016, 2017

## Effectif deDublin GAA 2013(football)
| N° | Nom                      | Poste                   | Naissance        | Club                    |
| 1  | Stephen Cluxton          | Gardien de but          | 17 décembre 1981 | Parnells                |
| 2  | Jonny Cooper             | Arrière droit           |                  | Na Fianna               |
| 3  | Rory O'Carroll           | Arrière central         | 5 aout 1987      | Kilmacud Crokes         |
| 4  | Kevin O'Brien            | Arrière gauche          |                  | Naomh Mearnóg           |
| 5  | James McCarthy           | Demi-défensif droit     | 15 aout 1988     | Ballymun Kickhams       |
| 6  | Ger Brennan              | Demi-défensif central   |                  | St Vincent's            |
| 7  | Jack McCaffrey           | Demi-défensif gauche    |                  | Clontarf                |
| 8  | Michael Darragh MacAuley | Milieu                  | 21 aout 1986     | Ballyboden St. Enda's   |
| 9  | Cian O'Sullivan          | Milieu                  |                  | Kilmacud Crokes         |
| 10 | Paul Flynn               | milieu offensif droit   | 8 juillet 1986   | Fingallians             |
| 11 | Ciarán Kilkenny          | Milieu offensif central | 6 juillet 1993   | Castleknock             |
| 12 | Diarmuid Connolly        | Milieu offensif gauche  | 6 juillet 1987   | St Vincent's            |
| 13 | Paul Mannion             | Ailier droit            | 1993             | Kilmacud Crokes         |
| 14 | Eoghan O'Gara            | Avant-centre            |                  | Templeogue Synge Street |
| 15 | Bernard Brogan           | Ailier gauche           | 3 avril 1984     | St Oliver Plunkett's-ER |

### Staff technique
- Jim Gavin, (Bainisteoir) Manager-entraineur
- Declan Darcy, Sélectionneur
- Mick Deegan, Sélectionneur
- David Byrne, Sélectionneur
- Jim Brogan, Sélectionneur
- dr. David Hickey,  médecin

### Joueurs All-Stars
85 joueurs de Dublin ont été All-stars (au 8 novembre 2013).
- 2013 : Stephen Cluxton, Paul Flynn, Bernard Brogan, Michael Darragh MacAuley, Rory O'Carroll, Cian O'Sullivan
- 2012 : Paul Flynn
- 2011 : Stephen Cluxton, Alan Brogan,Bernard Brogan, Kevin Nolan, Paul Flynn, Michael Darragh MacAuley
- 2010 : Bernard Brogan
- 2008 : Shane Ryan
- 2007 : Stephen Cluxton, Barry Cahill, Ciarán Whelan, Alan Brogan
- 2006 : Stephen Cluxton, Alan Brogan
- 2002 : Stephen Cluxton, Ray Cosgrove, Paddy Christie
- 2001 : Coman Goggins
- 1999 : Ciarán Whelan
- 1996 : Paul Curran
- 1995 : John O'Leary, Paul Curran, Keith Barr, Brian Stynes, Dessie Farrell, Paul Clarke, Charlie Redmond
- 1994 : John O'Leary, Jack Sheedy, Charlie Redmond
- 1993 : John O'Leary, Dermot Deasy, Charlie Redmond
- 1992 : Paul Curran, Eamon Heeryry, Vinnie Murphy
- 1991 : Mick Deegan, Tommy Carr, Keith Barr
- 1989 : Gerry Hargan
- 1988 : Mick Kennedy, Noel McCaffrey, Kieran Duff
- 1987 : Kieran Duff
- 1985 : John O'Leary, Gerry Hargan, Barney Rock, Tommy Conroy
- 1984 : John O'Leary, P. J. Buckley, Barney Rock
- 1983 : Pat Canavan, Tommy Drumm, Barney Rock, Joe McNally
- 1979 : Paddy Cullen, Tommy Drumm, Bernie Brogan
- 1978 : Robbie Kelleher, Tommy Drumm, Jimmy Keaveney
- 1977 : Paddy Cullen, Gay O'Driscoll, Robbie Kelleher, Tommy Drumm, Pat O'Neill, Brian Mullins, Anton O'Toole,Bobby Doyle, Jimmy Keaveney
- 1976 : P. Cullen, K. Moran, B. Mullins, A. O’Toole, T. Hanohoe, D. Hickey, B. Doyle
- 1975 : Gay O'Driscoll, Robbie Kelleher, Anton O'Toole
- 1974 : Paddy Cullen, Seán Doherty, Robbie Kelleher, Paddy Reilly, David Hickey, Jimmy Keaveney
- 1965 : Paddy Holden*, Desmond Foley*
- 1964 : Paddy Holden*
- 1963 : Paddy Holden*, Desmond Foley*, Mickey Whelan*

*=Cú Chulainn Awards

### Records
- 5 Awards - John O'Leary
- 4 Awards - Stephen Cluxton, Paddy Cullen, R. Kelleher, Tommy Drumm
- 3 Awards - Jimmy Keaveney, A. O'Toole, Barney Rock, Charlie Redmond

#### Managers successifs
- 2012 - Jim Gavin
- 2009 - 2012  Pat Gilroy
- 2004 - 2009 Paul Caffrey
- 2001 - 2004 Tommy Lyons
- 1992 - 1995 Pat O'Neill

## Football gaélique féminin
- Allstars:16
  - 2005 - Gemma Fay, Lyndsey Davey.
  - 2004 - Cliodhna O'Connor, Louise Keegan, Bernie Finlay, Mary Nevin.
  - 2003 - Maria Kavanagh, Martina Farrell, Angie McNally.
  - 2002 - Suzanne Hughes, Síle Nic Coitir.
  - 2001 - Louise Kelly.
  - 1993 - Denise Smith.
  - 1991 - Julie Kavanagh.
  - 1984 - Kathleen Kennedy.
  - 1983 - Kathleen Kennedy.

## Hurling
- All-Ireland Senior Hurling Championships:6
  - 1889, 1917, 1920, 1924, 1927, 1938
- Ligue nationale de hurling: 2
  - 1929, 1939
- Leinster Senior Hurling Championship:24
  - 1889, 1892, 1894, 1896, 1902, 1906, 1908, 1917, 1919, 1920, 1921, 1924, 1927, 1928, 1930, 1934, 1938, 1941, 1942, 1944, 1948, 1952, 1961, 2013
- Walsh Cup:4
  - 1960, 1964, 1966, 2003.
- All-Stars:2
  - 1971: Mick Bermingham
  - 1990: B. McMahon

## Camogie
- All-Ireland Senior Camogie Championship: 26
  - 1932, 1933, 1937, 1938, 1942, 1943, 1944, 1948, 1949, 1950, 1951, 1952, 1953, 1954, 1955, 1957, 1958, 1959, 1960, 1961, 1962, 1963, 1964, 1965, 1966, 1984
- National League: 3
  - 1979, 1981, 1983
- Joueuses All Stars: 2
  - Ciara Lucey - 2005
  - Louise O'Hara - 2006